# Annet-Antoine Couloumy
Annet-Antoine Couloumy, född 26 augusti 1770 i Saint-Pantaléon-de-Larche, död 29 oktober 1813 i slaget vid Leipzig, var en brigadgeneral i Första franska kejsardömet.